# Личадеєво
Личадеєво (рос. Личадеево) — село в Росії у Нижньогородській області Росії, адміністративний центр Личадеєвської сільської ради Ардтатовського муніципального району.

## Географія
Розташоване за 20 км на північний схід від Ардатова на річці Нуча.

## Населення
| 1999 | 2002 | 2010 |
| ---- | ---- | ---- |
| 824  | ↘775 | ↘648 |